# Riverbend Music Center
Riverbend Music Center é uma arena em Cincinnati, Ohio, Estados Unidos.  Tem capacidade para 20,500 pessoas. Fica ao longo das margens do Rio Ohio. Riverbend foi construído para a Cincinnati Symphony Orchestra, para permitir-lhes tocar em um local ao ar livre durante os meses de verão. O famoso arquiteto Michael Graves desenhou o prédio. O local é gerenciado pela subsidiária Symphony, Música e Gestão de Eventos Incorporated, em conjunto com a Live Nation.
Quando Riverbend abriu em 1984, era um dos únicos 16 anfiteatros em área livre nos EUA, e ajudou a reviver o cenário de shows de Cincinnati. Porém, muitos promotores de concertos evitaram Cincinnati depois de 3 de dezembro de 1979, quando o show de rock do The Who acabou numa tragédia onde 11 pessoas morreram no Riverfront Coliseum. Posteriormente, os promotores deram ao local uma chance.
Riverbend foi construída por US$ 9 milhões em terra doada por Coney Island, um parque de diversões. O local já foi a casa de duas montanhas russas populares, o Wildcat e a Shooting Star, este último demolido em 1971.
Por causa da sua localização perto do Rio Ohio, partes do local podem ficar alagadas, cancelando despetáculos. Um show do Pearl Jam em 2003, e um show em 2001 Oasis e The Black Crowes foram cancelados assim.
O primeiro show foi de Erich Kunzel & The Cincinnati Pops Orchestra, com os convidados especiais Ella Fitzgerald e Neil Armstrong, em 4 de julho de 1984. Em 4 de julho de 2000, The Pops realizou o primeiro show ao vivo pela televisão a partir de Cincinnati, que foi ao ar na PBS, com Rosemary Clooney e Doc Severinsen.
A Dave Matthews Band Executou e gravou seu show, em 26 de junho de 2000, que mais tarde foi lançado como um álbum ao vivo, intitulado Live Trax Vol. 16.
Sting tocou durante sua Tour Symphonicities em 20 de julho de 2010, com a Royal Philharmonic Orchestra.
O anfiteatro também foi palco de festivais de música, incluindo Crüe Fest, Crüe Fest 2, Curiosa, Lilith Fair, Lollapalooza, o Mayhem Festival, Ozzfest, Projekt Revolution e o [[Vans Warped Tour]

## Pavilhão PNC
Riverbend construiu um pavilhão adicional com 4100 lugares, o Pavilhão  National City, ao lado da bilheteria atual. O pavilhão foi inaugurado em 24 de maio de 2008, com a banda de Cincinnati Over the Rhine A banda apresentou todo seu álbum "Ohio" na noite de abertura do local. Em janeiro de 2009, National City Pavilion se tornou o PNC Pavilion devido à compra do PNC pelo National City Bank.

## Jimmy Buffett no Riverbend
Jimmy Buffett tocou no Riverbend todo ano desde 1988. 